# ATP Trucks
ATP Group este o companie lansată în 1995, care activează în domeniul auto, care a intrat în 2019 pe un nou sector de piață, cel al vehiculelor de transport rutier și al persoanelor.
În august 2019, ATP Trucks a lansat primul camion, numit Truston 8×4, cu 430 CP, și care este asamblat 100% în Baia Mare.